# العلاقات البيروية المنغولية
العلاقات البيروفية المنغولية هي العلاقات الثنائية التي تجمع بين بيرو ومنغوليا.

## مقارنة بين البلدين
هذه مقارنة عامة ومرجعية للدولتين:
| وجه المقارنة                                              | بيرو                                   | منغوليا         |
| --------------------------------------------------------- | -------------------------------------- | --------------- |
| المساحة (كم2)                                             | 1.29 مليون                             | 1.57 مليون      |
| عدد السكان (نسمة)                                         | 32.16 مليون                            | 3.08 مليون      |
| الكثافة السكانية (ن./كم²)                                 | 24.93                                  | 1.96            |
| العاصمة                                                   | ليما                                   | أولان باتور     |
| اللغة الرسمية                                             | اللغة الإسبانية، اللغة الأيمرية، كتشوا | اللغة المنغولية |
| العملة                                                    | سول بيروفي جديد                        | توغروغ منغولي   |
| الناتج المحلي الإجمالي (بليون دولار)                      | 211.39 مليار                           | 11.49 مليار     |
| الناتج المحلي الإجمالي (تعادل القوة الشرائية) بليون دولار | 393.13 مليار                           | 36.16 مليار     |
| الناتج المحلي الإجمالي الاسمي للفرد دولار أمريكي          | 6.03 ألف                               | 3.97 ألف        |
| الناتج المحلي الإجمالي للفرد دولار أمريكي                 | 11.99 ألف                              | 11.95 ألف       |
| مؤشر التنمية البشرية                                      | 0.740                                  | 0.727           |
| رمز المكالمات الدولي                                      | +51                                    | +976            |
| رمز الإنترنت                                              | .pe                                    | .mn             |
| المنطقة الزمنية                                           | توقيت بيرو، 00                         | ت ع م+08:00     |

## منظمات دولية مشتركة
يشترك البلدان في عضوية مجموعة من المنظمات الدولية، منها:
| علم المنظمة | اسم المنظمة                                                | تاريخ انضمام بيرو | تاريخ انضمام منغوليا |
| ----------- | ---------------------------------------------------------- | ----------------- | -------------------- |
|             | وكالة ضمان الاستثمار متعدد الأطراف                         | 2 ديسمبر 1991     | 21 يناير 1999        |
|             | منظمة الشرطة الجنائية الدولية                              | ?                 | ?                    |
|             | منظمة حظر الأسلحة الكيميائية                               | ?                 | ?                    |
|             | منظمة التجارة العالمية                                     | ?                 | ?                    |
|             | الفريق المعني برصد الأرض                                   | ?                 | ?                    |
|             | الأمم المتحدة                                              | 31 أكتوبر 1945    | 27 أكتوبر 1961       |
|             | العملية المشتركة للاتحاد الأفريقي والأمم المتحدة في دارفور | ?                 | ?                    |
|             | مؤسسة التمويل الدولية                                      | 20 يوليو 1956     | 14 فبراير 1991       |
|             | يونسكو                                                     | 21 نوفمبر 1946    | 1 نوفمبر 1962        |
|             | مؤسسة التنمية الدولية                                      | 30 أغسطس 1961     | 14 فبراير 1991       |
|             | البنك الدولي للإنشاء والتعمير                              | 31 ديسمبر 1945    | 14 فبراير 1991       |
|             | المركز الدولي لتسوية المنازعات الاستشارية                  | 8 سبتمبر 1993     | 14 يوليو 1991        |
|             | الاتحاد البريدي العالمي                                    | ?                 | ?                    |
|             | الاتحاد الدولي للاتصالات                                   | 12 يوليو 1915     | 27 أغسطس 1964        |

## وصلات خارجية
- موقع وزارة الخارجية البيروفية
- موقع وزارة الخارجية المنغولية